# Cupanoscelis inermis
Cupanoscelis inermis là một loài bọ cánh cứng trong họ Cerambycidae.